# Berlin-Wannsee
Berlin-Wannsee [ˈvanˌzeː]  est l'un des sept quartiers qui composent l'arrondissement de Steglitz-Zehlendorf du sud-ouest de la capitale allemande. L'ancienne commune a été intégrée à Berlin lors de la réforme territoriale du Grand Berlin le 1er octobre 1920. Jusqu'en 2001 et la formation de l'actuel arrondissement, cette localité faisait partie du district de Zehlendorf. 
Isolé sur une île entre de nombreux lacs, le quartier est une destination populaire pour les Berlinois et les touristes. 

## Géographie

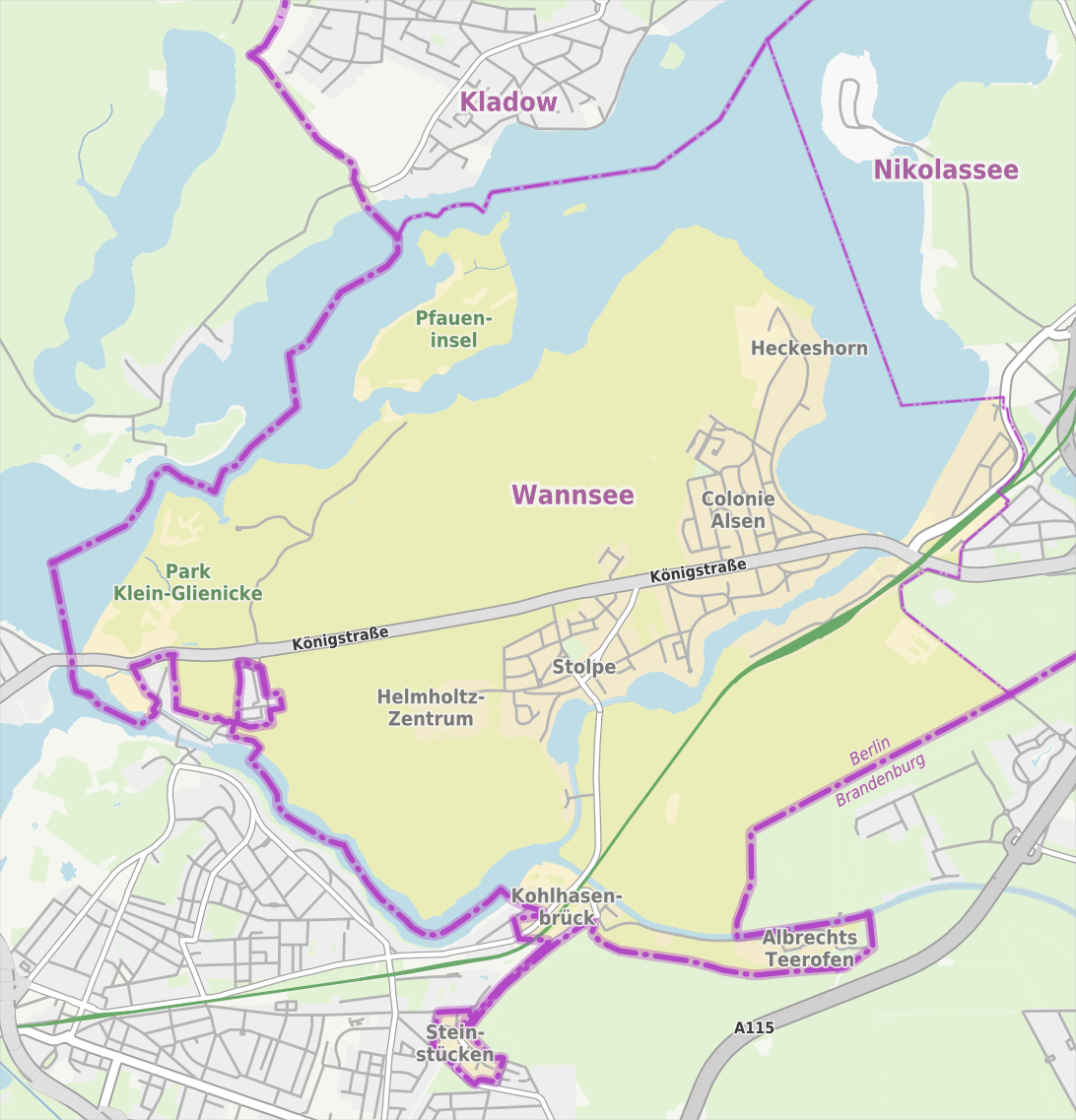
Carte de Wannsee et des quartiers limitrophes.

Le quartier se trouve sur le plateau de Teltow au sud-ouest de la vallée proglaciaire de Varsovie-Berlin, à 103 mètres d'altitude. L'île de Wannsee est bordé par les eaux de la rivière Havel, du canal Griebnitz, incluant le grand lac Wannsee, le petit lac Wannsee (Kleiner Wannsee) et le Griebnitzsee, ainsi que du canal de Teltow. Le Jungfernsee marque la limite ouest. 
Le grand lac Wannsee est un lieu de repos, de promenade et de baignade très étendu. En outre, il sert de lieu de passage pour la navigation fluviale car il relie Berlin à Potsdam, Werder et Tegel. 
Le terrain comprend également l'ancienne exclave de Steinstücken. Le château de Glienicke, le pavillon de chasse de Glienicke et l'île aux Paons font partie des châteaux et jardins prussiens de Berlin-Brandebourg, un site inscrit du patrimoine mondial de l'UNESCO. 
À l'est, Wannsee confine au quartier de Nikolassee et au nord, au-délà de la Havel, à l'arrondissement de Spandau. Vers l'ouest et le sud, il borde à la ville de Potsdam, capitale du Land de Brandebourg. La ligne ferroviare du Wannsee et la ligne de Berlin à Blankenheim traversent le quartier. De l'est à l'ouest, jusqu'au pont de Glienicke, passe la Bundesstraße 1 entre Berlin et Potsdam. Le site du Centre Helmholtz de Berlin des Matériaux et de l'Énergie se trouve dans le sud-ouest. 

## Population
La commune de Wannsee est peuplée de 10 113 habitants d'après le registre des déclarations domiciliaires en date du 1er janvier 2017. Sa superficie est de 23,68 km2, soit une densité de population de 427 hab./km2. 

## Histoire

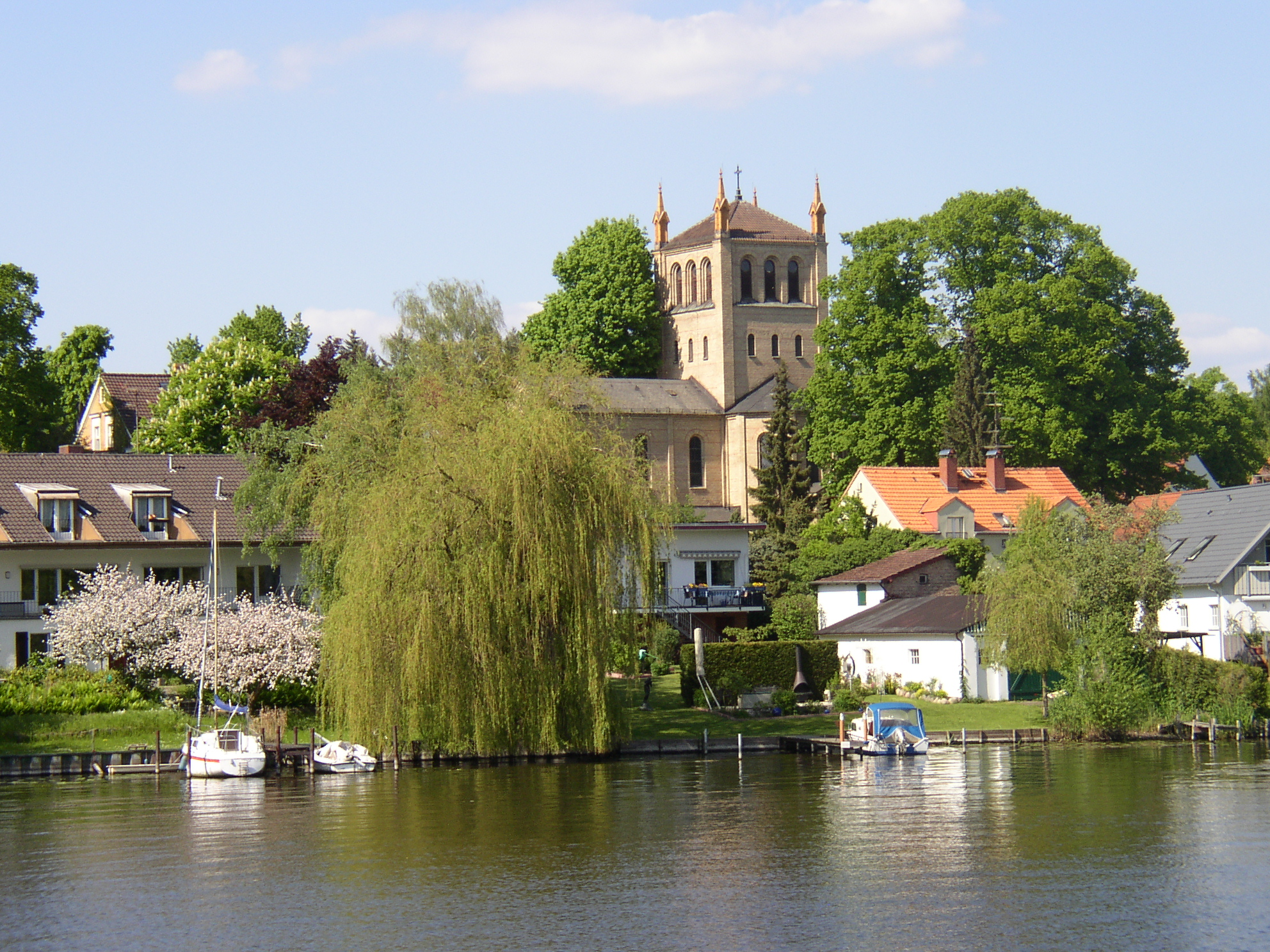
L'ancien village de Stolpe.

Berlin-Wannsee naît du village de Stolpe, d'origine slave, qui fut mentionné pour la première fois en 1299. À ce temps, la région a été exposée à la colonisation germanique sous le règne des margraves de Brandebourg de la maison d'Ascanie. Jusqu'à la Réforme protestante au XVIe siècle, le domaine de Stolpe est détenu par l'évêché de Brandebourg. C'est également aux châteaux de Glienicke, que vivaient certains membres de la famille royale de Prusse.
C'est au bord du petit lac Wannsee que l'écrivain Heinrich von Kleist s'est suicidé d'une balle de pistolet après avoir tué (à sa demande) Henriette Vogel en novembre 1811.
Dans la deuxième moitié du XIXe siècle, les rives du Wannsee se sont développées pour devenir un quartier résidentiel recherché. Les premières villas de la colonie Alsen ont été construites vers l'an 1870. La municipalité de Wannsee fut fondée en 1898. Le bâtiment des bains sur la rive est du grand lac Wannsee (situé dans le quartier de Nikolassee), inauguré en 1907 et reconstruit dans les années 1929-1930 sur les plans des architectes Martin Wagner et Richard Ermisch, est classé monument historique. L'île de Schwanenwerder a été lotie par le fabricant de lampes à pétrole Wilhelm Wessel. Il y a également installé une colonne venant des ruines du palais des Tuileries (France),.

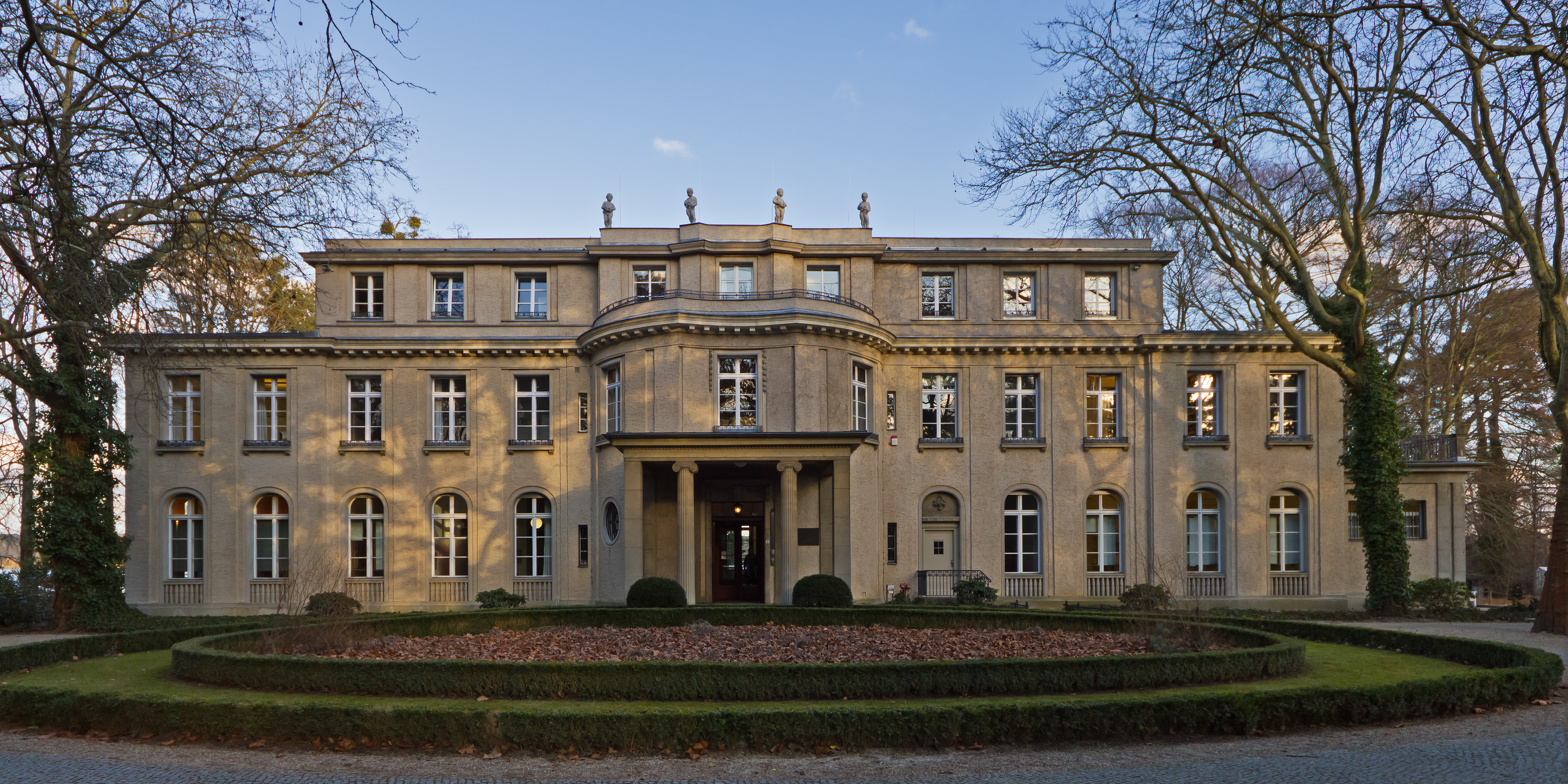
La villa Marlier.

L'endroit reste associé à la conférence de Wannsee qui s’y est tenue à la villa Marlier le 20 janvier 1942, au cours de laquelle Reinhard Heydrich exposa à des hauts responsables du Troisième Reich les plans arrêtés pour l'extermination programmée de façon industrielle des Juifs d'Europe.
Pendant la séparation de la ville, ce quartier faisait partie de Berlin-Ouest. Le pont de Glienicke servait de frontière entre le secteur américain et la zone d'occupation soviétique. Longtemps avant la construction du mur de Berlin, c’est là que les Berlinois allaient déjà passer leurs après-midis ensoleillées (il était très connu pour sa zone naturiste) et lorsque Berlin-Ouest fut enclavée dans la RDA, il devint l’une des rares zones récréatives.

## Transports

### Gare de S-Bahn
: 
Berlin-Wannsee

## Personnalités liées à Wannsee

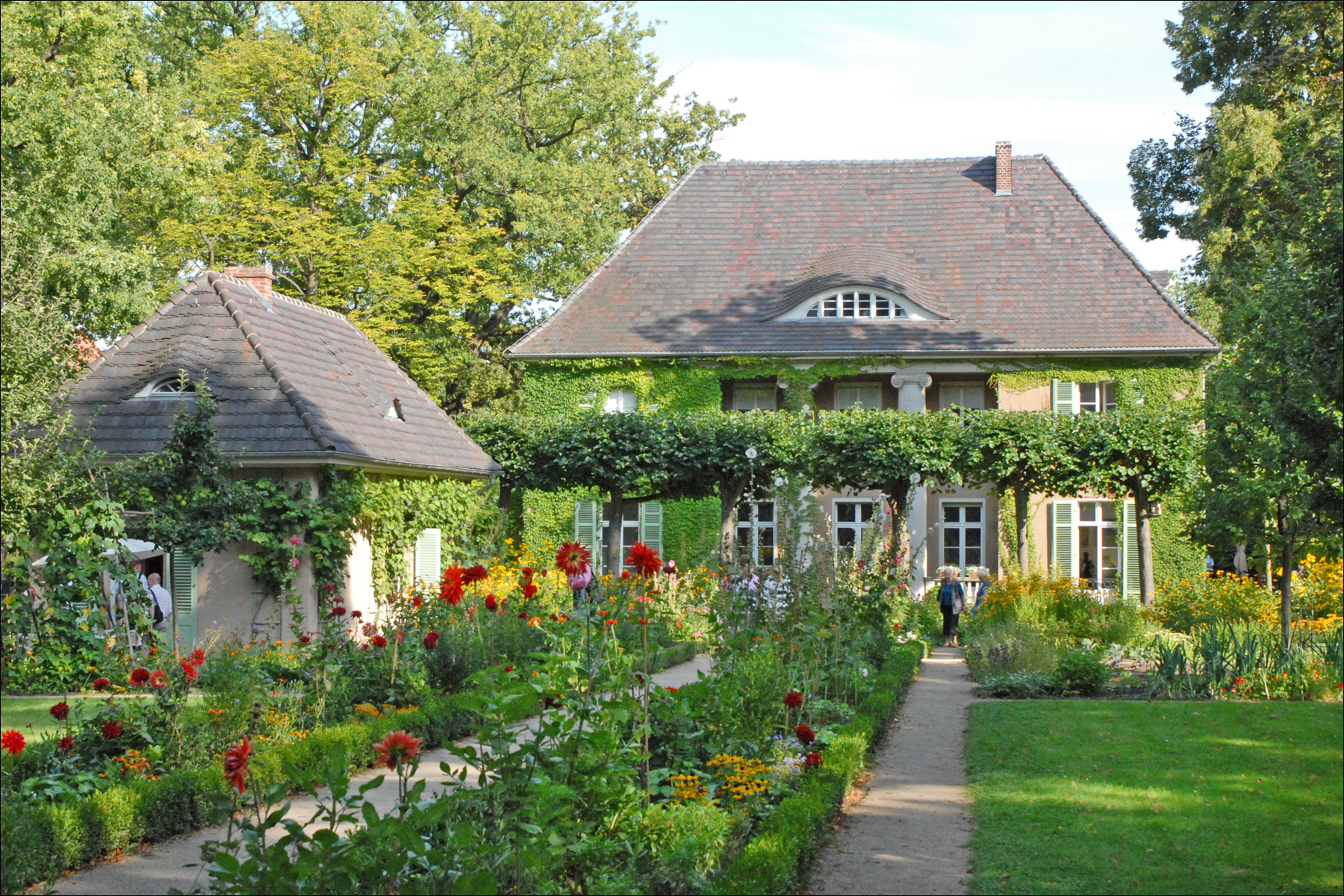
Le jardins de la villa Max-Liebermann, musée d'art.

- Max Liebermann (1847-1935), peintre et graveur, habitait à Wannsee ;
- Philipp Franck (1860-1944), peintre ;
- Arthur Scherbius (1878-1929), ingénieur en électricité ;
- Claus von Stauffenberg (1907-1944), officier, membre de la résistance militaire contre le nazisme ;
- Götz George (1938-2016), acteur, y a grandi.